# Coelodus
Coelodus es un género extinto de peces prehistóricos con aletas radiadas que vivió en la época del Jurásico Superior y Cretácico.

## Especies
Clasificación del género Coelodus:
- † Coelodus (Haeckel)
  - † Coelodus decaturensis (Gidley 1913)
  - † Coelodus fabadens (Gidley 1913)
  - † Coelodus malwaensis (Chiplonkar and Ghare 1977)
  - † Coelodus plethodon (Arambourg and Joleaud 1943)